# Johannes Bückler

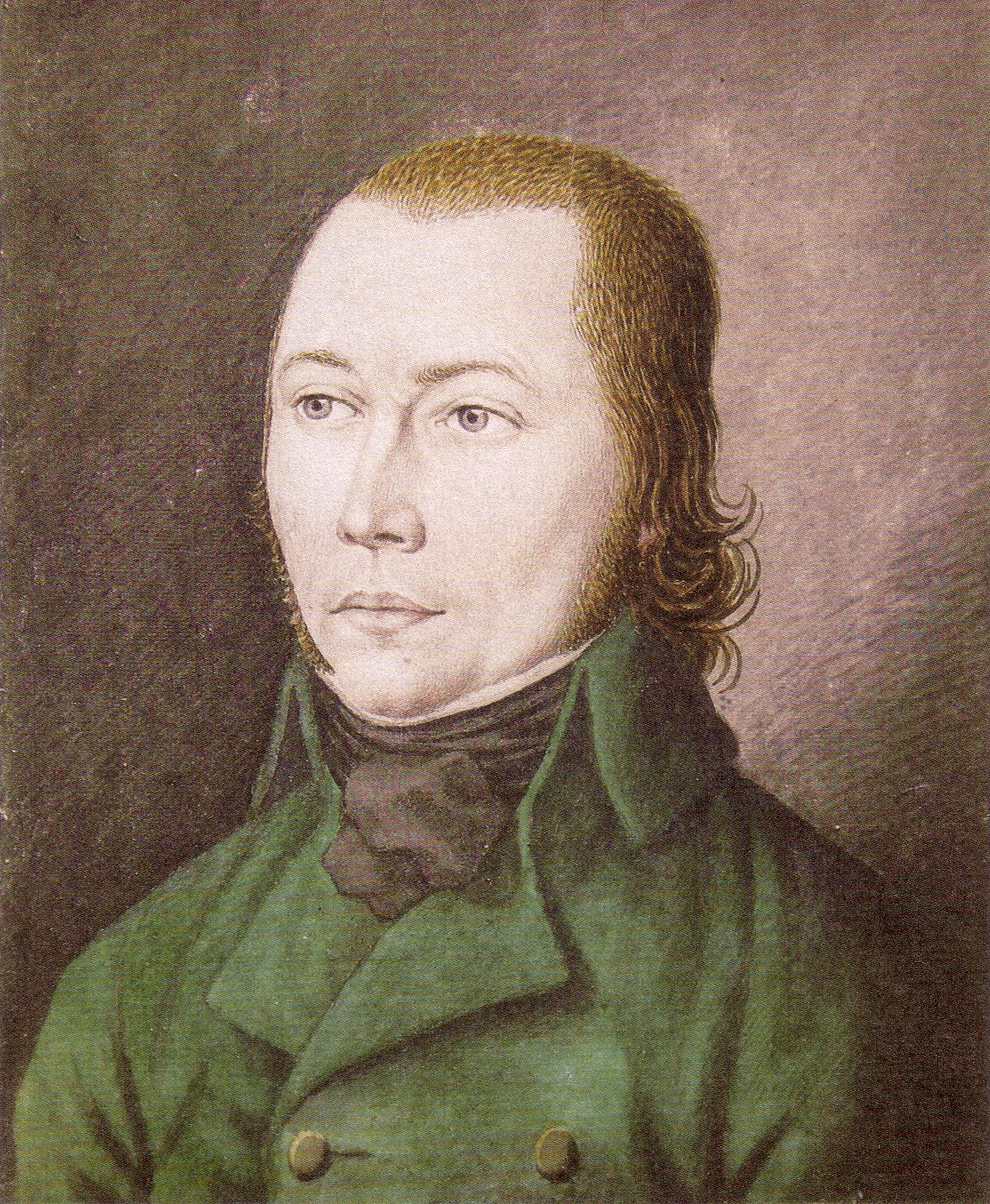
Johannes Bückler, Porträt von Karl Matthias Ernst (1803)

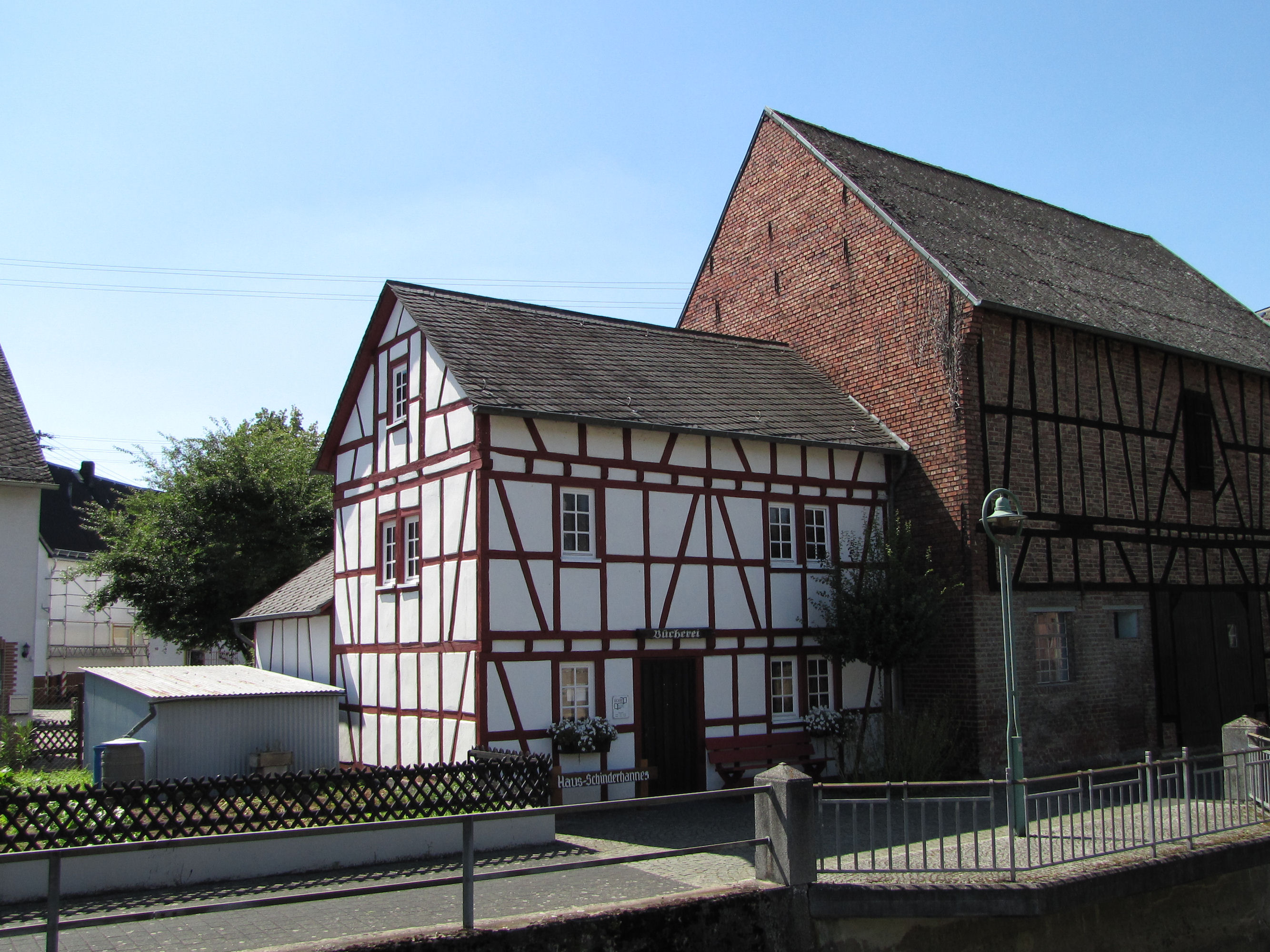
Das Wohnhaus des Schinderhannes in Miehlen

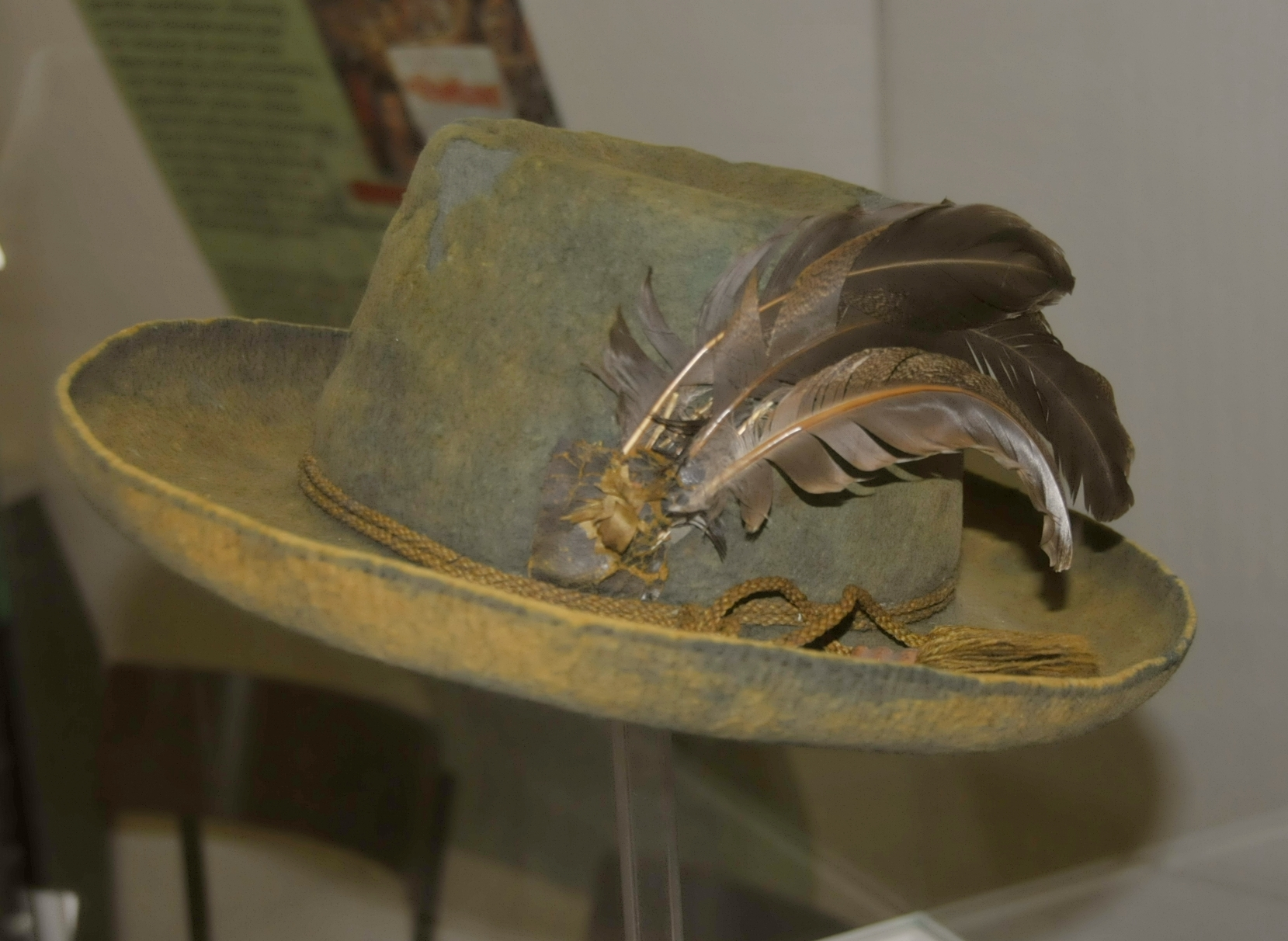
Im Museum im Schinderhannes-Turm (Simmern) gezeigter Hut des Schinderhannes aus dem Friedensgericht in Simmern

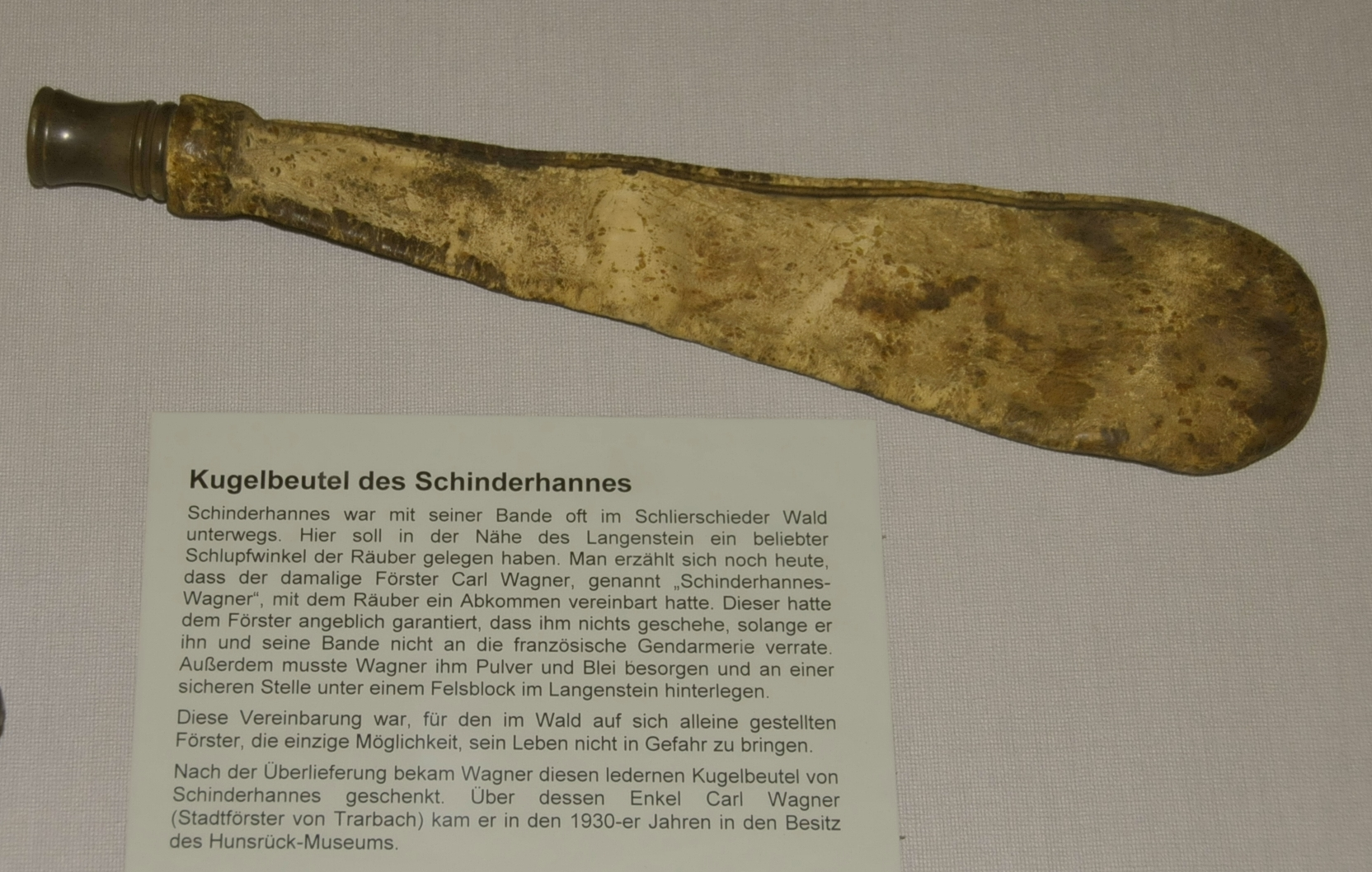
Kugelbeutel des Schinderhannes im Schinderhannes-Turm (Simmern)

Johannes Bückler (französisch Jean Buckler, genannt Schinderhannes oder Schinnerhannes, * vermutlich Herbst 1779 in Miehlen oder Weidenbach im Taunus; † 21. November 1803 in Mainz) war ein deutscher Räuber, der vor allem im Hunsrück sein Unwesen trieb. Ihm und seinen insgesamt 94 Mittätern konnten mindestens 211 schwere Straftaten, zumeist Diebstähle, Erpressungen und Raubüberfälle, aber auch Raubmord und Mord nachgewiesen werden. 1802 gefasst, wurde er 1803 hingerichtet.
Bereits zu Bücklers Lebzeiten setzte eine Legendenbildung ein, die den Berufsverbrecher romantisch verklärte. Das Bild des „edlen Räubers“, das zahlreiche Volkslieder, Erzählungen, Bühnenstücke und Filme von ihm zeichneten, ist jedoch ein Mythos, der mit der historischen Wirklichkeit wenig bis nichts zu tun hat.
Der Spitzname Schinderhannes geht laut Bücklers eigener Aussage in den Verhörprotokollen von 1802 und 1803 darauf zurück, dass er in jungen Jahren bei zwei Abdeckern, die auch als Schinder bezeichnet wurden, in die Lehre gegangen sei.

## Herkunft
Johannes Bückler entstammte einer alten Familie von Scharfrichtern und Abdeckern. Beide Tätigkeiten gehörten im Mittelalter und in der frühen Neuzeit zu den sogenannten unehrlichen Berufen. Wer sie ausübte, galt, obwohl er eine auch nach damaliger Auffassung für die staatliche Ordnung nützliche Funktion erfüllte, als sozial randständig oder gar geächtet. Der gesellschaftliche Abstand zwischen Scharfrichtern und denjenigen, die sie exekutierten, war in der Regel weit geringer als der zwischen ihnen und "ehrbaren" Bürgern.
Der älteste bekannte Vorfahre des Schinderhannes war Sebastian Bickler, Henker und Wasenmeister, also Abdecker, von Kirchberg und Koppenstein. Er ging an der nach dem Dreißigjährigen Krieg verfallenen Mühle Wallenbrück dem Wasnerhandwerk nach. Dass schon dessen Vorfahren Scharfrichter und Schinder gewesen sind, geht auf eine Aussage seines Sohnes Johann Adam (oder Hans-Adam) Bickler (1649–1720) zurück. Dieser führte nach seiner Bestätigung vom 13. November 1679 beide Tätigkeiten auf der Mühle Wallenbrück fort. Da er während der Pfälzischen Erbfolgekriege eine von französischen Truppen eingeforderte Kontribution  nicht aufbringen konnte, wurde er 1693 abgesetzt und durch den Scharfrichter Dillendorf aus Corray bei Zell an der Mosel ersetzt. 1697, nach Kriegsende, erhielt Hans-Adam Bickler seine Stelle jedoch zurück.
Niclas Bickler, der 1673 auf der Wallenbrück geborene Sohn Hans-Adams und seiner Frau Margaretha, Tochter des Wasenmeisters Coller von Bernkastel, war der Urgroßvater des späteren Schinderhannnes. Er verließ 1703 die Familie und ging nach Hilscheid bei Thalfang. Nachdem 1708 die Vordere Grafschaft Sponheim zwischen Baden und Kurpfalz aufgeteilt und die Wallenbrück zum badischen Grenzort geworden war, suchten dort immer mehr Kriminelle und gerichtlich Gesuchte Zuflucht. Nach dem Tod seines Vaters und schweren Erbstreitigkeiten zwischen ihm und seiner Stiefmutter Eva Marie gelang es Niclas Bickler zunächst, den Erbstandsbrief zu erhalten. Das Oberamt Kirchberg hob die Entscheidung jedoch anderthalb Jahre später, am 16. Februar 1722, auf und sprach Eva Bickler das Erbe zu. Infolge weiterer ruinöser Erbschaftsstreitigkeiten musste die Wallenbrück am 31. August 1733 zwangsversteigert werden. Sie ging an den Naumburger Scharfrichter Matthias Nagel, der sie 1738 an seinen Schwiegersohn Johann Leonard North weitergab. Dieser wiederum ließ sie von Johannes Bickler bewirtschaften.
Otto Philipp Bickler, Niclas’ Sohn, wurde Scharfrichter in Wartenstein bei Kirn. In diesem Amt folgte er Mattias Nagel nach, bei dem sein Enkel Johannes Bückler später das Schinderhandwerk erlernern sollte. Nagel, der wie viele Scharfrichter auch als Wundheiler praktizierte, versorgte Bückler nach Überfällen und Ausbrüchen ärztlich. Johannes Bickler, der Vater des späteren Schinderhannes, wurde in Merzweiler geboren, wo der Großvater seit 1754 lebte. Er heiratete später Anna Maria Schmidt in Miehlen. Von dort flohen die Eltern Bücklers 1783 wegen eines Wäschediebstahls der Mutter und eines Waldfrevels. Der Vater ließ sich 1784 für sechs Jahre vom Kaiserlichen Heer anwerben, diente in Mähren, beging aber 1789 Fahnenflucht und kehrte zunächst in seinen Geburtsort Merzweiler zurück.

## Leben
Das exakte Geburtsdatum Johannes Bücklers ist bis heute umstritten. So wurde beispielsweise lange vermutet, dass er 1777 oder 1783 geboren sein könnte. Heute gilt der Herbst 1779 als wahrscheinlichstes Datum.
Die kriminelle Karriere des jungen Bückler begann im Alter von 15 Jahren: Er unterschlug einen Louis d’or, mit dem er im Nachbardorf Branntwein kaufen sollte. Seine erste Lehrzeit begann Ende 1796 beim Wasenmeister (Tierkörperverwerter) Nagel in Bärenbach und endete mit öffentlichen Rutenschlägen, da ihm vorgeworfen wurde, er habe seinem Meister sechs Kalbfelle und eine Kuhhaut gestohlen. Nach Meinung von Bückler hätten ihm diese Felle ungeborener Tiere jedoch zugestanden, da es Handwerksbrauch sei. Nachdem ihm diese Entschuldigung nicht abgenommen worden war, floh er aus dem Hause seines Herrn, wurde jedoch schon kurze Zeit später, Anfang 1797, in Kirn von Nagel getroffen und gefasst. Nach kurzem Prozess erhielt er eine öffentliche Prügelstrafe von 25 Hieben.
Danach schloss sich Bückler einem älteren Lehrjungen, Johann Niklas Nagel aus Mörschied, an, mit dem er sich beim Wasenmeister Pickler in Sobernheim verdingte und bald darauf ein zweites Mal bei Wasenmeister Nagel. Dieser hatte wegen einer Viehseuche, die in der Gegend von Kirn wütete, sehr viel zu tun. Die beiden Jugendlichen lernten in Kirn einen weiteren Burschen namens Engisch kennen, der als Knecht beim ansässigen Fleischer Andres in Diensten stand. Nun begannen die drei, nachts Viehdiebstähle zu begehen, insbesondere Schafe von Weiden und aus Ställen. Tagsüber versuchten sie, ihre Beute bei den verschiedenen Metzgern zu verkaufen, und fanden schließlich bei Fleischer Andres einen Abnehmer. Wasenmeister Nagel entdeckte diese Umtriebe und zeigte die drei Jugendlichen bei der Regierung in Kirn an.
Dadurch kam Johannes Bückler ein zweites Mal ins Gefängnis, konnte jedoch während der Verhandlungstage in der Nacht über das Dach der Ratsstube, in der man ihn gefangen hielt, entwischen. Nun lernte er Jakob Fink kennen, wegen seiner roten Haare „Roter Fink“ genannt. Fink war damals schon ein berüchtigter Dieb, der bereits aus einem Kerker entflohen war. Er machte Bückler mit weiteren Mitgliedern der berüchtigten „Hunsrückbande“ bekannt: Philipp Ludwig Ernst Mosebach, Johann Seibert aus Liebshausen († 16. Juni 1802 in Liebshausen durch Schüsse von Gendarmen, die ihn gesucht hatten), „Iltis-Jacob“ und Peter Zughetto aus Ürzig († 19. Juli 1802 in Monzel durch Schüsse eines bewaffneten Einwohners). Ihr Hauptquartier war in Liebshausen.
Ab 1797 hielt sich Johannes Bückler des Öfteren im Breitsester Hof (Baumholder) und im Dreiweiherhof (Hallgarten) auf. Am 22. Dezember 1797 wurde im Baldenauer Hof Niklas Rauschenberger („Placken-Klos“) ermordet.
Am 10. Juli 1798 wurde Johannes Bückler in der Weidener Mühle in der Nähe von Weiden erneut festgenommen. Nachdem sein Fluchtversuch – er wollte sich vom Gefängnisdach zu Herrstein mit einem aus Stroh geflochtenen Seil abseilen – entdeckt und gescheitert war, wurde er nach Oberstein überstellt, wo ihm erneut der Prozess gemacht wurde. Anfangs leugnete er, legte aber unter dem Einfluss seiner Mutter ein Geständnis über etliche Pferdediebstähle ab. Er wurde vor das Geschworenengericht nach Saarbrücken gebracht, in dessen Zuständigkeit Herrstein damals lag. Schon am Tage seiner Ankunft im Arresthaus, am 17. Juli 1798, musste man seine Flucht vermelden.

### Peter Petri
Peter Petri wird als schwarzhaariger Mann beschrieben, der nüchtern sanft wie ein Lamm gewesen sei, trunken jedoch gewalttätig und nicht mehr Herr seiner selbst. „Iltis-Jacob“ und Reidenbach waren bereits früher seine Komplizen bei zahlreichen Raubzügen im Hunsrück gewesen. Als Petri und „Iltis-Jacob“ mit Frau auf dem Heimweg von einer Kindstaufe waren, blieben Petri und Jacobs Frau ein wenig zurück und verkrochen sich ins Gras. Der vorbeikommende jüdische Viehhändler Simon Seligmann aus Seibersbach entdeckte die Liebenden und verriet sie dem vorangehenden „Iltis-Jacob“. Dieser kam zurück und erwürgte seine untreue Frau. Petri jedoch konnte Seligmann, der ihn bei seinem Schäferstündchen erwischt und es dem „Iltis-Jacob“ verraten hatte, nicht verzeihen. Wenig später war er mit Johannes Bückler im Forsthaus Thiergarten bei Argenthal und feierte mit ihm und Freunden, wohin sie jüdische Bänkelspieler bestellt hatten, um Musik zu machen. Währenddessen kam Seligmann mit einer Kuh am Haus vorbei, wobei er von Petri gesehen wurde. Petri forderte Bückler auf, ihm zu folgen. Zu zweit machten sie sich über Seligmann her und bedeckten ihn über und über mit Messerstichen, an denen er starb. Seinen Leichnam plünderten die beiden. Ob auch Johannes Bückler Mörder an Seligmann geworden war, konnte nicht bewiesen werden. Eine juristische Aufarbeitung des vollständigen Aktenmaterials hat gezeigt, dass gegen ihn der Vorwurf des Mordes nicht aufrechterhalten werden kann.

### Placken-Klos
Zunächst trieb die Bande ihr Unwesen hauptsächlich in den damaligen Kantonen Kirn, (Bad) Sobernheim, Herrstein, Rhaunen, Kirchberg, Simmern und Stromberg, später verlegte sich das Betätigungsfeld in Gebiete jenseits der Nahe. Im Kanton Kirn hielten sich die Räuber vielfach in den Orten Hahnenbach und Schneppenbach auf, in Hahnenbach hatte Johannes Bückler bei einer „schmutzigen Alten“ Anne Marie Frey seine Geliebte Elise Werner untergebracht. In Schneppenbach wohnte Elise Schäfer aus Faid mit ihrer 14-jährigen Tochter Amie. Dieses Mädchen wird als intelligent, „nicht spröde und fleischigt anzufühlen“ beschrieben und wurde nebst einigen anderen von Bückler und Seibert umworben. „Placken-Klos“, der seine Elise an Johannes Bückler abgetreten hatte, wurde darüber eifersüchtig.
Eines Tages kam „Placken-Klos“ in das Haus von Elise und Amie und forderte die Herausgabe von Amie zu seiner „stetigen Begleitung“. Die in Johannes Bückler verliebte Amie konnte sich erfolgreich gegen dieses Ansinnen wehren, musste jedoch ihre Kleider an „Placken-Klos“ abgeben, der damit das Weite suchte. Wenig später erschien Bückler mit Seibert, Fink und anderen Gesellen bei Elise und Amie und erfuhr, was geschehen war. Man beschloss, den Räuber aufzusuchen, und fand ihn schließlich auf dem Baldenauer Hof in der Nähe von Morscheid, wo er von Seibert und Bückler am 22. Dezember 1797 erschlagen wurde. Auch dieser Mord an „Placken-Klos“ konnte Johannes Bückler nicht zweifelsfrei nachgewiesen werden.

### Inhaftierung in Simmern

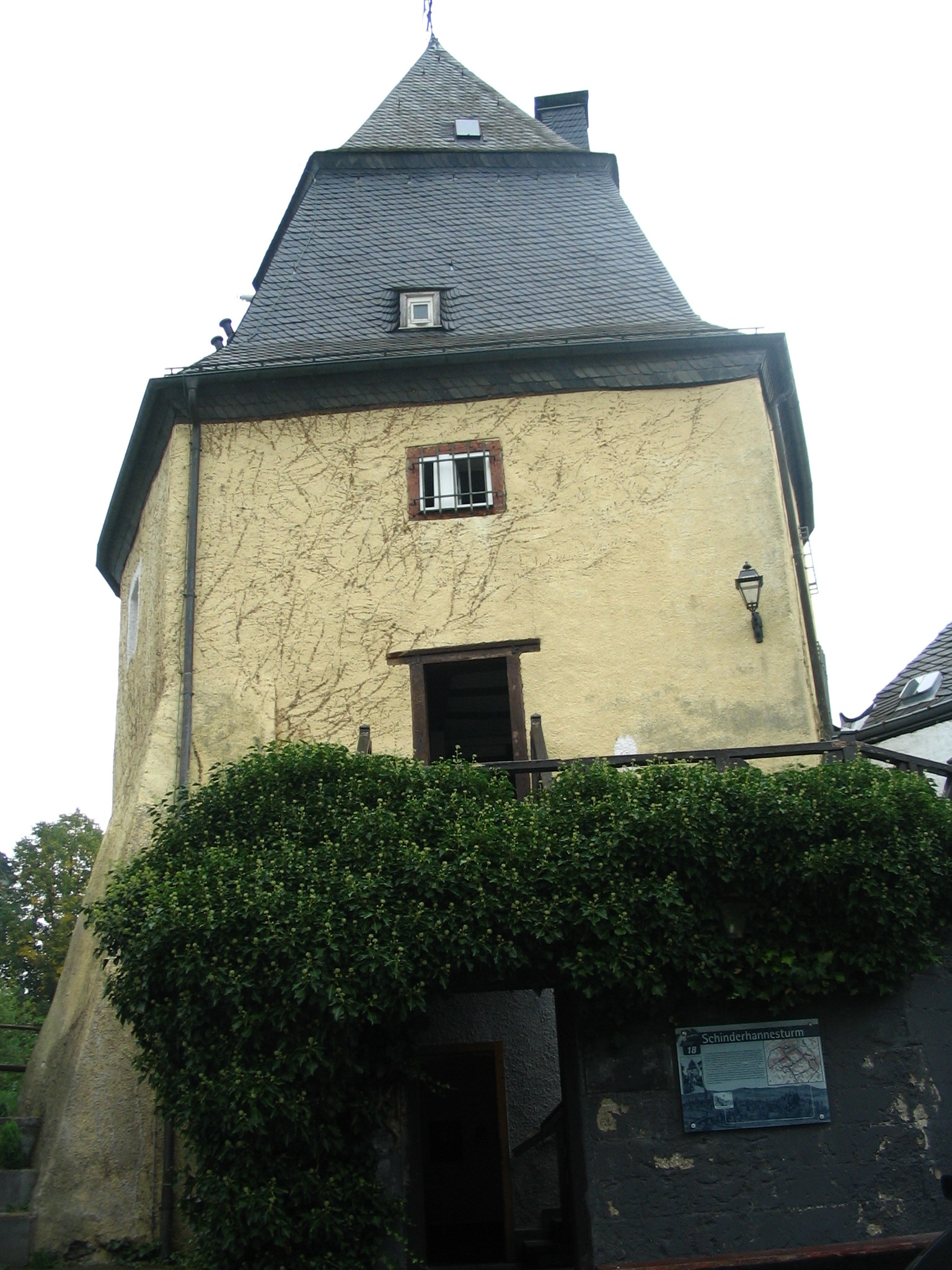
Der Schinderhannesturm in Simmern

Ende Februar 1799 konnte die Gendarmerie von Kirn Johannes Bückler in Schneppenbach aufgreifen, indem sie das Haus Elises und Amies umstellten und ihn im Schlaf überraschten. Er wurde in Kirn dem Haftrichter vorgeführt. Ihm wurde vorgeworfen, mehr als 40 Vieh- und Pferdediebstähle begangen zu haben. Einige seiner Straftaten gestand er.

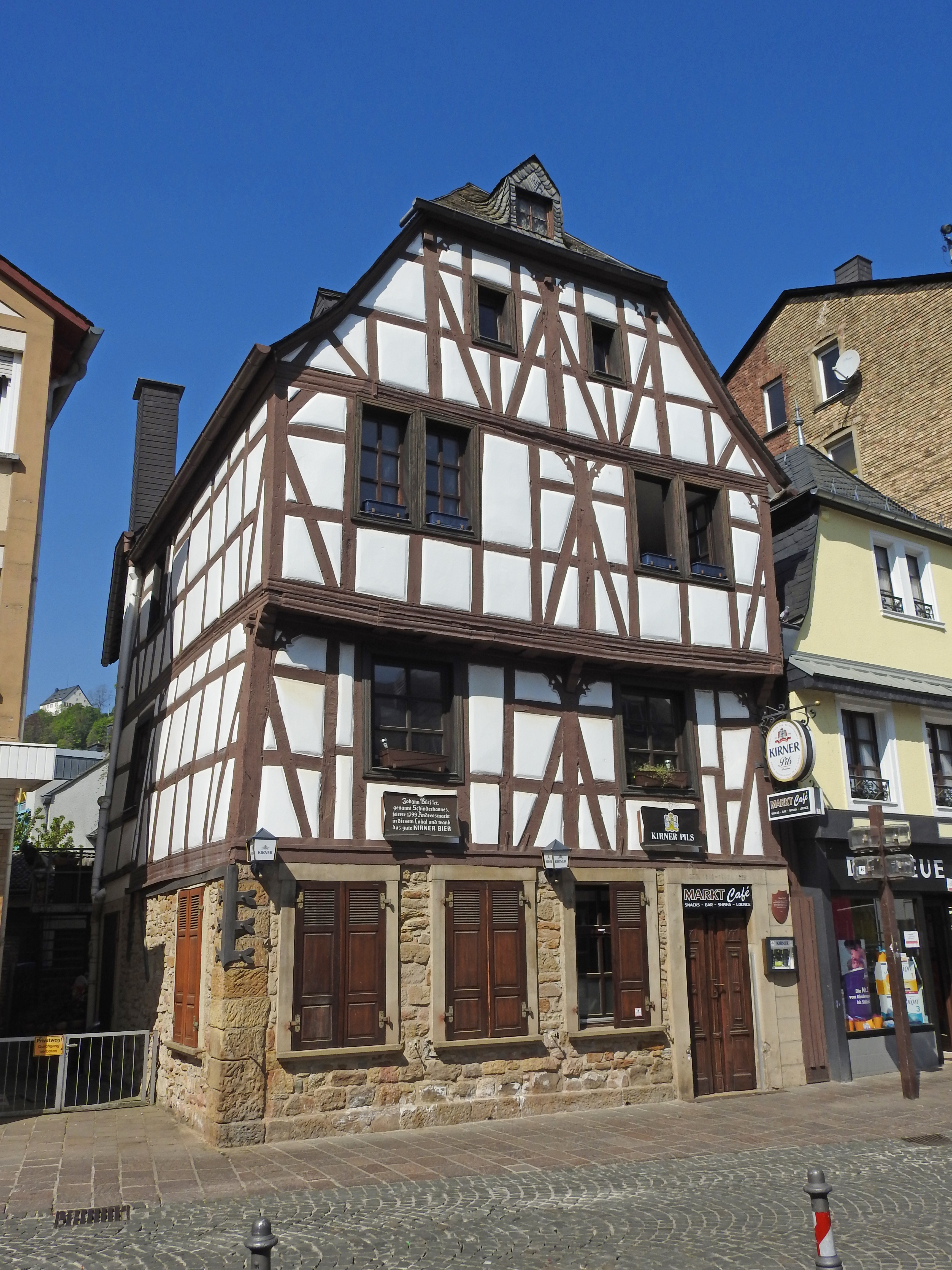
Haus Kölsch am Marktplatz in Kirn, das Johannes Bückler 1799 zum Andreasmarkt besucht haben soll

Mit seinem Kumpan Johann Müller wurde er nach Simmern in den Gefängnisturm gebracht, wo ihn seine Elise zweimal besuchen konnte. Mit Hilfe seines Kumpans Philipp Arnold, der in der Wachstube saß, konnte Johannes Bückler in der Nacht vom 19. zum 20. August 1799 fliehen. Das Verlies im Turm bestand aus dessen rundem Untergeschoss, das nur durch eine Luke von oben erreichbar war, durch die man die Gefangenen hinabließ und heraufzog. Die Gefangenen wurden hierdurch auch mit den notwendigsten Lebensmitteln versorgt. In diesem Verlies war Bückler jedoch nicht untergebracht, sondern in einer Gefängniszelle darüber. Die Bretter der Zellentür durchtrennte Bückler wohl mit einem heimlich zugesteckten Messer und verklebte sie wieder mit gekautem Brot als Klebemasse. Bei einer günstigen Gelegenheit verließ er die Zelle, durchbrach ein mit Eisen locker vergittertes Küchenfenster und sprang von dort aus dem ersten Stock in den Graben der Stadtmauer, wobei er sich vermutlich ein Bein verrenkte oder sich das Wadenbein brach.
Johannes Bückler kehrte um 1800 auf die Wallenbrück zurück, wo er in der nun von Conrad Weyrich betriebenen Mühle versuchte, Pferde zu stehlen. Ein weiterer längerer Aufenthaltsort Bücklers war in der Nähe der zu Dickenschied gehörenden Siedlung Scheidbach.

### Die Zeit nach der Flucht aus Simmern
Nach seiner Flucht aus dem Turm zu Simmern ging Bückler hauptsächlich zu Raubüberfällen und räuberischen Erpressungen über, weil ihm der Pferdediebstahl zu beschwerlich und nicht einträglich genug geworden war. Diese Taten beging er mit einer durchschnittlichen Zahl von fünf Mittätern. Ein großer Teil seiner Unternehmungen richtete sich dabei gegen Juden. Bei Angriffen auf diese Bevölkerungsgruppe war kaum Einmischung von christlichen Nachbarn zu erwarten.
Stationen:
- Um 1800 verlegte Johannes Bückler sein „Hauptquartier“ auf die halb verfallene Schmidtburg im Hahnenbachtal. Schloss Kallenfels oberhalb von Kirn diente als Ausweichquartier und Beobachtungsposten.

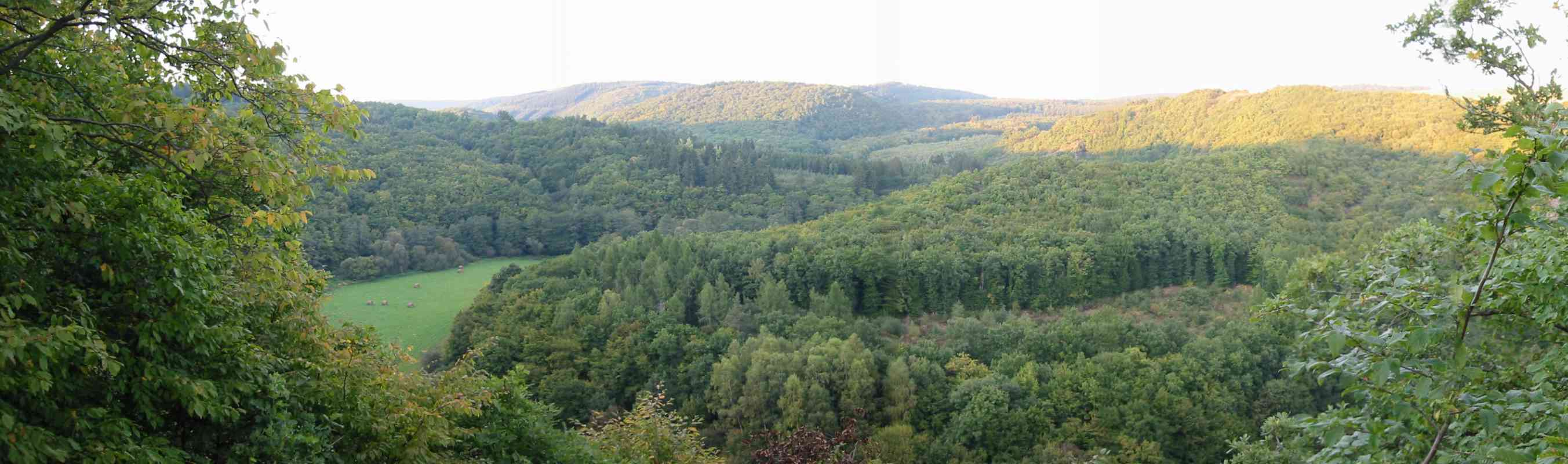
Das Hahnenbachtal zwischen Schneppenbach und Bundenbach

In ganz Kallenfels, Hahnenbach, Sonnschied und Griebelschied kannte man den Aufenthalt der Räuber, verriet jedoch nichts den Behörden. In Griebelschied feierte man im August sogar öffentlich einen sogenannten Räuberball, bei dem sich die Räuber mit den Frauen des Ortes vergnügten. Vielleicht durch diesen Übermut wurde die längst im Fokus polizeilicher Interessen befindliche Bande dann auch lokalisierbar. Es folgten zahlreiche Raubüberfälle, vornehmlich auf Juden. Die Räuber wurden immer dreister und zogen auch über ihr Stammgebiet hinaus ins Saargebiet.

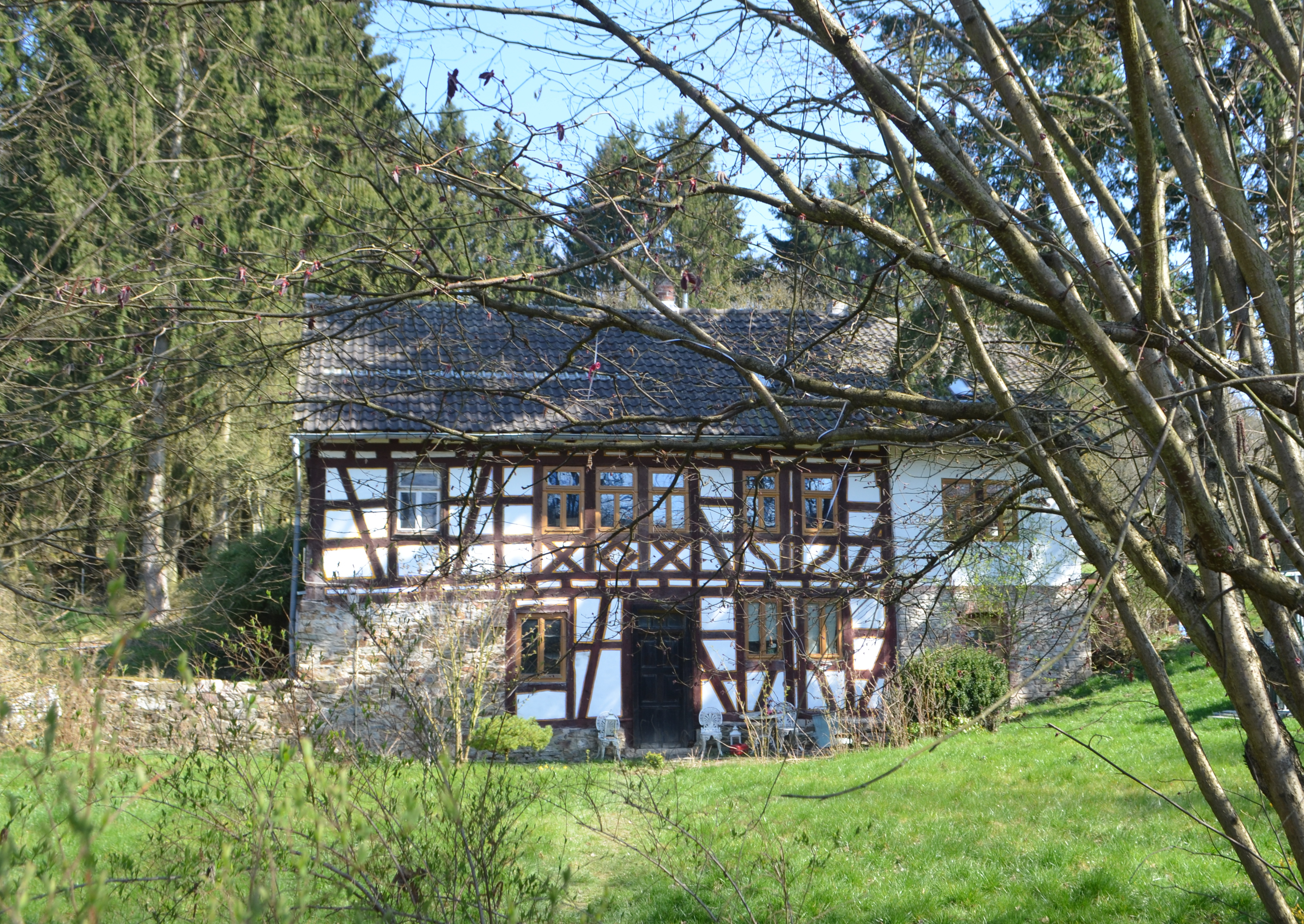
Die Hasenmühle bei Schloßborn diente Bückler und weiteren um 1800 als Unterschlupf (2020)

- In dieser Zeit nutzte Bückler mit seinen Mittätern auch die Hasenmühle bei Schloßborn als Unterschlupf. An der Grenze zwischen dem Herzogtum Nassau und dem Kurfürstentum Mainz gelegen, konnten sie von dort aus der Verfolgung durch Überschreitung der Landesgrenze entgehen.[8]

- In Wickenhof lernte Johannes Bückler nach einem bewaffneten Straßenraub (am 18. Dezember 1799) zu Ostern 1800 seine spätere Frau und Weggefährtin, Julchen Blasius, kennen, die auch an seinen Raubzügen teilnahm. Bückler hatte vor Julchen schon acht Geliebte, von denen vier namentlich bekannt sind: Elise Werner, Buzliese-Amie, Katharina Pfeiffer und Margarete Blasius.[1]
- In Waldböckelheim verübte Johannes Bückler am 5. Januar 1800 einen Überfall auf eine Kutsche.
- Am 11. Januar 1800 verübte Johannes Bückler in Otzweiler einen Raubmord und flüchtete danach auf das rechte Rheinufer. Auf Burg Koppenstein wurde die Beute aus diesem und einem anderen Raub von Bückler aufgeteilt.
- Im Höhenzug Winterhauch südlich von Idar-Oberstein verübte Johannes Bückler am 12. März 1800 einen Straßenraub.
- Am 16. März 1800 verübte er in Neubrücke einen Raubüberfall auf mehrere jüdische Kaufleute.
- Am 27. März 1800 beging Johannes Bückler in Steinhardt  einen bewaffneten Raubüberfall mit Todesfolge.[1]
- Am 24. August 1800 erpresste er Schutzgeld vom Industriellen Johann Ferdinand Stumm (1764–1839), einem der Gründer des Familienunternehmens der Gebrüder Stumm. Diesem folgte das gleiche Delikt an allen Hottenbacher Juden. Zudem beging Bückler einen Raubüberfall auf Wolff Wiener in Hottenbach.
- Im November 1800 kam es in Gräfenbacherhütte zum Versuch einer weiteren Schutzgelderpressung.
- Am 10. Januar 1801 überfiel Johannes Bückler in Würges (bei Bad Camberg im Taunus) die Posthalterei. Mit von der Partie war die Niederländer Bande.
- Am 28. Januar 1801 beging er einen Einbruchsdiebstahl in Merxheim (Nahe).
- Am 15. April 1801 überfiel Johannes Bückler in der Nacht ein Haus in Laufersweiler. Die Beute wurde in den Stollen des Lembergs bei Oberhausen an der Nahe gebracht und aufgeteilt. Das Oberhausener Fährhaus wurde ein wichtiger Stützpunkt Bücklers.
- Am 25. Mai 1801 gab es eine Schlägerei mit Soldaten in Klein-Rohrheim (Hessen), bei der Korporal Franz Kleb erschossen wurde.
- Am 4. September 1801 wurde in Sötern der jüdische Händler Mendel Löw beraubt und ermordet.
- Am 15. September 1801 gab es in Staudernheim einen Raubüberfall, danach einen weiteren in Waldgrehweiler. Erstmals gab es eine Gegenwehr der Bevölkerung.
- Am 15. November 1801 wurde die Räuberbande nach einem Raubüberfall in die Flucht geschlagen.
- Am 14. Januar 1802 gab es wieder eine Schutzgelderpressung, diesmal in Merxheim, gefolgt von den gleichen Delikten am 12. Februar 1802 in Neudorferhof bei Lettweiler und am 20. März 1802 am Montforter Hof. Dieses war das letzte dokumentierte Delikt des Räubers.
- Am 31. Mai 1802 wurde Johannes Bückler bei Wolfenhausen im Taunus festgenommen.

Einige seiner Gefährten waren
- Martin Schmitt, ein ungarischer Fahnenflüchtling, den er an sich band, indem er an ihn seine Geliebte Elise abtrat. Schmitt wurde bald darauf im Kanton Zell festgenommen und zu sechsjähriger Haft verurteilt.
- Carl Benzel aus Reichenbach bei Baumholder, ein auf Festen, Kirchweihen und in Schänken umtriebiger Geigenspieler, der ebenfalls mit Diebstahl seinen Lebensunterhalt und seine Liebeleien finanzierte. Benzel, der eine gute Erziehung genossen hatte, distanzierte sich jedoch nach den ersten Gräueltaten von Johannes Bückler und verdingte sich beim Mainzer Landsturm. Nach wenigen Wochen desertierte er jedoch und suchte Bückler erneut auf, der ihn herzlich empfing. Bis zu dessen Verhaftung blieb er bei Bückler, jedoch stets geplagt von Gewissensbissen. Nachdem auch Benzel gefangen genommen worden war, trat er seine Geliebte Amie an Peter Zughetto ab. Benzel starb am 24. Februar 1802 in Koblenz unter der Guillotine.
- Christoph Blümling aus Laudert. Er wurde wegen eines von Johannes Bückler verübten Diebstahls aufgegriffen und starb in Köln im Gefängnis.
- Peter Dallheimer aus Sonnschied. Dieser endete in Trier unter dem Fallbeil.

In der Zeit bis zu seiner endgültigen Inhaftierung kam es zu mehreren Todesfällen, die möglicherweise Bückler zuzurechnen sind. Aber auch hier reicht das heute bekannte Aktenmaterial nicht aus, um Johannes Bückler als Mörder zu bezeichnen.
Darüber hinaus fehlt es an einer Bandentätigkeit insofern, als die Mittäter fast täglich wechselten. Zwar zog Bückler manchmal mit bestimmten Personen mehrere Wochen lang umher, und immer wieder schloss er sich anderen Spießgesellen an (bzw. sich diese ihm); jedoch kann von einer Bande im juristischen Sinne, in der sich verschiedene Personen verabredet haben, auf eine bestimmte Dauer Straftaten zu begehen, nicht die Rede sein. Insgesamt lässt sich jedoch feststellen, dass sich insbesondere die zahlreichen Wohnsitzlosen und die fahrenden Krämer (die sogenannten Vaganten) durch Diebstähle ein Existenzminimum zu sichern versuchten. Kurzfristige Zusammenschlüsse waren dabei die Regel. Allerdings hatte sich Bückler im Laufe des Jahres 1800 einen immer bedeutsameren Ruf erworben, so dass sich ihm viele Personen mit zweifelhaftem Ruf gern anschlossen bzw. auch ohne Aufforderung Wache hielten, wenn er sich beispielsweise in einer Gaststätte aufhielt.

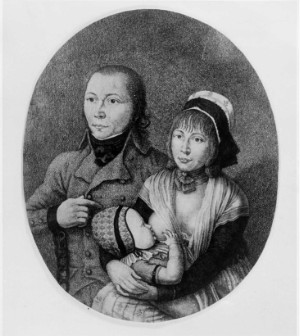
Bückler mit Juliana Bläsius und dem gemeinsamen Kind

Mit dem neuen Jahrhundert begann allmählich das französische Polizeisystem Wirkung zu zeigen. Nach einer Verordnung des Generalregierungskommissärs Jean-Baptiste-Moïse Jollivet 1800 geriet Johannes Bückler auch überregional in den Fokus der Strafverfolgungsorgane, so dass er unter dem Pseudonym Jakob Ofenloch ein fahrendes Krämergewerbe im Rechtsrheinischen begann.

### Verhaftung und Verurteilung
Am 31. Mai 1802 wurde er im östlichen Hintertaunus zwischen Wolfenhausen und Haintchen vom kurtrierischen Hofgerichtsrat und Amtsverwalter zu Limburg an der Lahn, Herrn Fuchs, morgens bei Tagesanbruch mit einem Kommando von Niederselters aufgespürt. Als man noch eine Viertelstunde vor Wolfenhausen war, sah man 300 Schritte neben der Straße eine Person aus einem Kornfeld herausgehen. Sie erschien dem Kommando fremd und wurde umgehend festgenommen. Zu diesem Zeitpunkt wusste man noch nicht, dass der Fremde der Schinderhannes war. Vielmehr war Johannes Bückler von einer Streife schon zwei Tage zuvor des Ortes Wolfenhausen verwiesen worden und von ebendieser Streife wieder aufgegriffen und dann festgenommen worden. Er wurde nach Wolfenhausen geführt, wo sich der wied-runkelische Leutnant mit seinem Streifenkommando befand. Von dort wurde er nach Runkel verbracht. Mit der Aussage, er, Jakob Schweikard, wie er sich nannte, wolle sich zum Militärdienst melden, versuchte er diesmal zu entkommen. Er wurde unter leichter Bewachung von Runkel nach Limburg in das Haus Rütsche 5 gebracht, den Sitz des Rekrutierungsbüros. Zu diesem Zeitpunkt war noch immer nicht bekannt, dass es sich bei diesem Mann um Johannes Bückler handelte. Die leichte Bewachung hatte vielmehr mit einem Wunsch des Armeedienstes zu tun, weil viele der Freiwilligen sich mit dem Handgeld aus dem Staub gemacht hatten. Erst in Limburg wurde er von einem Mann namens Zerfass aus der „langen Hecke“, heute Villmar-Langhecke, verraten und nach kurzer Haft im Keller des Rekrutierungsbüros unter schwerer Bewachung in die Reichsstadt Frankfurt am Main gebracht.
Zu diesem Zeitpunkt schwankte Bücklers Entschlossenheit, ein Räuberleben zu führen. Er versprach den kaiserlichen Behörden, über alle seine Straftaten Auskunft zu geben, so lange er nicht an die französischen Behörden ausgeliefert werde, die seit 1801 das linksrheinische untergegangene Kurfürstentum Trier besetzt hatten. Nach mehreren ausführlichen Verhören wurde er jedoch mit Julchen und einigen Komplizen am 16. Juni 1802 an die Behörden übergeben und ins damals französische Mainz gebracht.
Nach der Übergabe war Bückler im Holzturm zu Mainz inhaftiert und wurde während der 16-monatigen Voruntersuchung wochenlang durch den für die französischen Behörden tätigen Juristen Anton Keil verhört sowie durch Johann Wilhelm Wernher mehreren Dutzend Einzelverhören unterzogen, bei denen 565 Fragen gestellt wurden. Hinzu kamen noch zahlreiche Gegenüberstellungen. Das Gericht hielt Bücklers Hoffnung auf ein gnädiges Urteil aufrecht und konnte ihm so umfangreiche Geständnisse entlocken. Ohne sich selbst mit Gewaltdelikten zu belasten, benannte er weit über 100 Personen, die im Zusammenhang mit seinen Straftaten standen. Mit ihm wurden von insgesamt 68 Angeklagten weitere 19 Mittäter zum Tode verurteilt.

#### Prozess und Urteile
Am 24. Oktober 1803 begann der Prozess, der bereits eine große Volksmenge anzog. Drei Angeklagte waren bereits im Gefängnis verstorben. Die Verlesung der 72-seitigen Anklageschrift in deutscher und französischer Sprache nahm eineinhalb Tage in Anspruch. Im Prozess hatte Georg Friedrich Rebmann, der damalige Präsident des Mainzer Kriminalgerichts und Vorsitzender Richter am Mainzer Spezialgericht zwischen 1803 und 1811, den Vorsitz. Die Verhandlung fand im damaligen Akademiesaal des ehemaligen Kurfürstlichen Schlosses in Mainz statt. 400 Zeugen wurden vernommen. Die Beschäftigung von Berufsrichtern, Offizieren, Dolmetschern und Verteidigern lässt den Schluss zu, dass man zumindest in Ansätzen von der Wahrung der Rechtsstaatlichkeit und der Öffentlichkeit im heutigen Sinne sprechen kann.
Das Verfahren endete mit 20 Freisprüchen, 18 Verurteilungen zu Ketten- und Freiheitsstrafen bzw. Verbannung und 20 Todesurteilen. Den Angeklagten wurden unterschiedliche Vergehen zur Last gelegt, unter anderem Landstreicherei und Nötigung, versuchter Einbruch und Diebstahl, Mundraub und Unterschlagung, Viehdiebstahl, Einbruch, Erpressung, Hehlerei, schwere Körperverletzung mit Todesfolge, Raubmord und Mord.

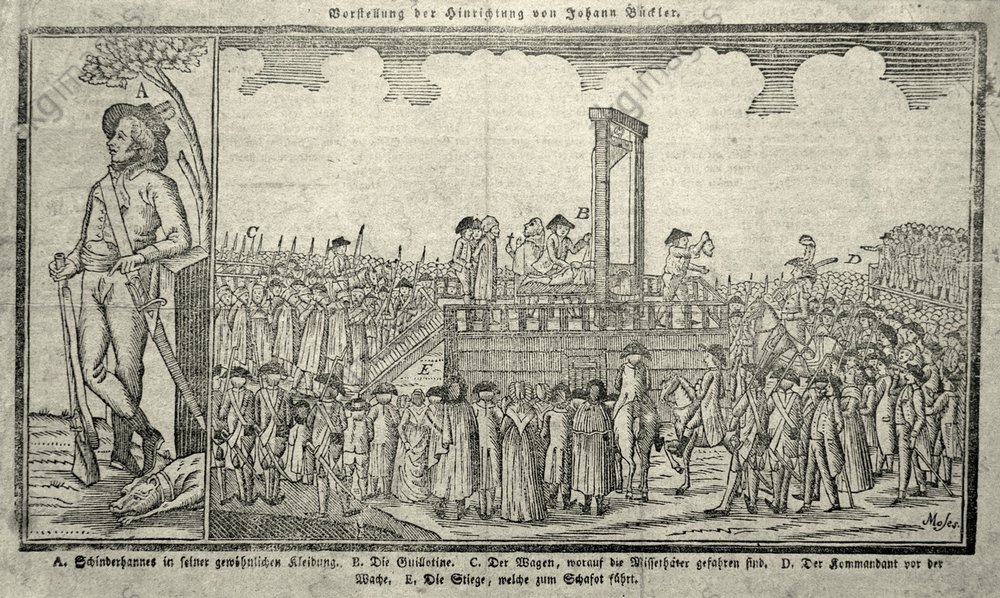
Zeitgenössischer Holzstich von Bücklers Hinrichtung

Bückler wurde wegen bewaffneter Einbrüche rechtskräftig zum Tode verurteilt. Sein Vater erhielt 22 Jahre Kettenstrafe, starb aber nach wenigen Wochen, am 28. Dezember 1803, im Gefängnis. Julchen Blasius verbüßte zwei Jahre Zuchthaus. Bereits vor dem Prozess hatte sie in Gefangenschaft am 1. Oktober 1802 Bücklers Sohn, Franz Wilhelm, zur Welt gebracht.

#### Hinrichtung
Das Todesurteil gegen Johannes Bückler stand schon vor Beginn der Hauptverhandlung fest, weshalb die Gerichtspersonen bereits im Oktober Freunde und Bekannte zu der Hinrichtung am 21. November 1803 eingeladen hatten.
Die Verurteilung Bücklers und 19 seiner Gefolgsleute zum Tod durch das Fallbeil wurde am 20. November 1803 verkündet. Wegen des großen Andrangs von etwa 30.000 Schaulustigen wurde die Guillotine nicht wie üblich im Bereich des Gautors, sondern außerhalb der Mauern direkt vor dem Neutor errichtet. Am 21. November 1803 fuhr man die Verurteilten in fünf offenen Wagen zum öffentlichen Richtplatz. Bückler wurde als erster auf das Schafott geführt. Sekunden später war die Hinrichtung vollzogen. 24 Minuten nach der ersten Hinrichtung war alles zu Ende.
Nachdem die abgetrennten Köpfe durch eine Vorrichtung in den unteren, abgedeckten Teil des Schafotts gefallen und erste Untersuchungen angestellt waren, wurden sie anschließend mit den Rümpfen in nahegelegene, eigens hierfür errichtete Baracken gebracht. Professoren der École Supérieure, der ehemaligen Mainzer Universität, und Wissenschaftler der Medizinischen Privatgesellschaft zu Mainz stellten unter anderem Untersuchungen mit Elektrizität an, um zu testen, ob die Geköpften nicht doch noch Empfindungen zeigten.

## Identifizierung der sterblichen Überreste
Die Leichname der Hingerichteten wurden der Universität Heidelberg übergeben. Dort kam es bereits kurze Zeit später zu einer Verwechslung, so dass der Verbleib der sterblichen Überreste Johannes Bücklers lange Zeit unklar blieb. In der Anatomischen Sammlung der Universität wurde zwar ein Skelett aufbewahrt, das mit der Etikettierung „Schinderhannes“ versehen war. An ihm ließen sich jedoch weder ein Arm- und ein Beinbruch nachweisen noch die Knochentuberkulose im Brustkorb, an der Bückler nach der Auswertung der zeitgenössischen medizinischen Berichte gelitten haben musste. Zudem hatte das Skelett die falsche Größe und seit 1945 einen anderen Schädel.
Erst im März 2025 teilte die Universität Heidelberg mit, die tatsächlichen Überreste des Schinderhannes eindeutig identifiziert zu haben. Bei ihnen handelte sich um ein weiteres Skelett, das in der Sammlung aufbewahrt wurde und bis dahin als das von Christian Reinhard galt, einem Mittäter des Schinderhannes, der als „Schwarzer Jonas“ bekannt war. Die Identifizierung gelang mit Hilfe einer Isotopenanalyse und eines Vergleichs der mitochondrialen DNA mit der eines Nachfahren von Johannes Bückler in fünfter Generation.

## Legende
Die Legendenbildung begann schon vor der Hinrichtung selbst. Bereits kurz nach seiner Inhaftierung 1802 kamen zwei angeblich authentische (in Wahrheit jedoch fast vollständig erfundene) Biographien über den Räuber auf den Markt. Diese wie auch zahlreiche in den Folgejahren erschienene, weitgehend auf Fiktion beruhende Berichte zeichneten ein überhöhtes Bild des Delinquenten und begründeten auch seinen Ruf eines „Robin Hood vom Hunsrück“. Die literarisch bekannteste Darstellung als „edler Räuber“ bot dann aber erst Carl Zuckmayers Schinderhannes (1927).

„Bin weit in der Welt ’rumgekommen, im Wald hat man mich gefangen, man führte mich in die Stadt hinein, wo ich sollt gehangen sein.“

Auch gilt heute als gesichert, dass der Schinderhannes sich weder auf „den Krieg gegen Reiche, Juden und Franzosen (→ Koalitionskriege)“ beschränkte noch ein Wohltäter der Armen war. Obwohl ihn viele Personen vor Verfolgung schützten, war sein Bild selbst bei der ärmsten Bevölkerung fast ausschließlich negativ geprägt. So ist auch heute noch der Name Schinderhannes bei den Nachfahren der vor fast 200 Jahren ausgewanderten Hunsrücker und Hessen ausschließlich negativ besetzt.

## Film
Die Geschichte wurde viermal verfilmt:
- 1928: Schinderhannes-Stummfilm nach einem Drehbuch von Carl Zuckmayer und Kurt Bernhardt. Regie führte Kurt Bernhardt. Darsteller waren unter anderem Hans Stüwe als Schinderhannes und Lissy Arna als Julchen.
- 1957: Fernsehspiel Schinderhannes, Regie und Drehbuch Peter Beauvais nach dem Schauspiel von Carl Zuckmayer. Hans Christian Blech spielte den Schinderhannes und Agnes Fink Julchen.
- 1958: Der Schinderhannes. Drehbuch von Georg Hurdalek und Carl Zuckmayer. Regie führte Helmut Käutner. Prominente Darsteller waren Curd Jürgens als Schinderhannes und Maria Schell als Julchen.
- 2000: Spielfilm der Film- & Theater-AG der Johannes Gutenberg-Universität Mainz; 94 min, 200 Mitwirkende, gefördert von der Stiftung Kultur für Rheinland-Pfalz. Drehbuch von Mark Scheibe und Gerd Schmidt. Regie führten Mark Scheibe und Daniela Wolf. Hauptdarsteller waren Volker Zill (Kelkheim) als Schinderhannes und Anja Dargatz als Julchen.[15]

## Sonstiges

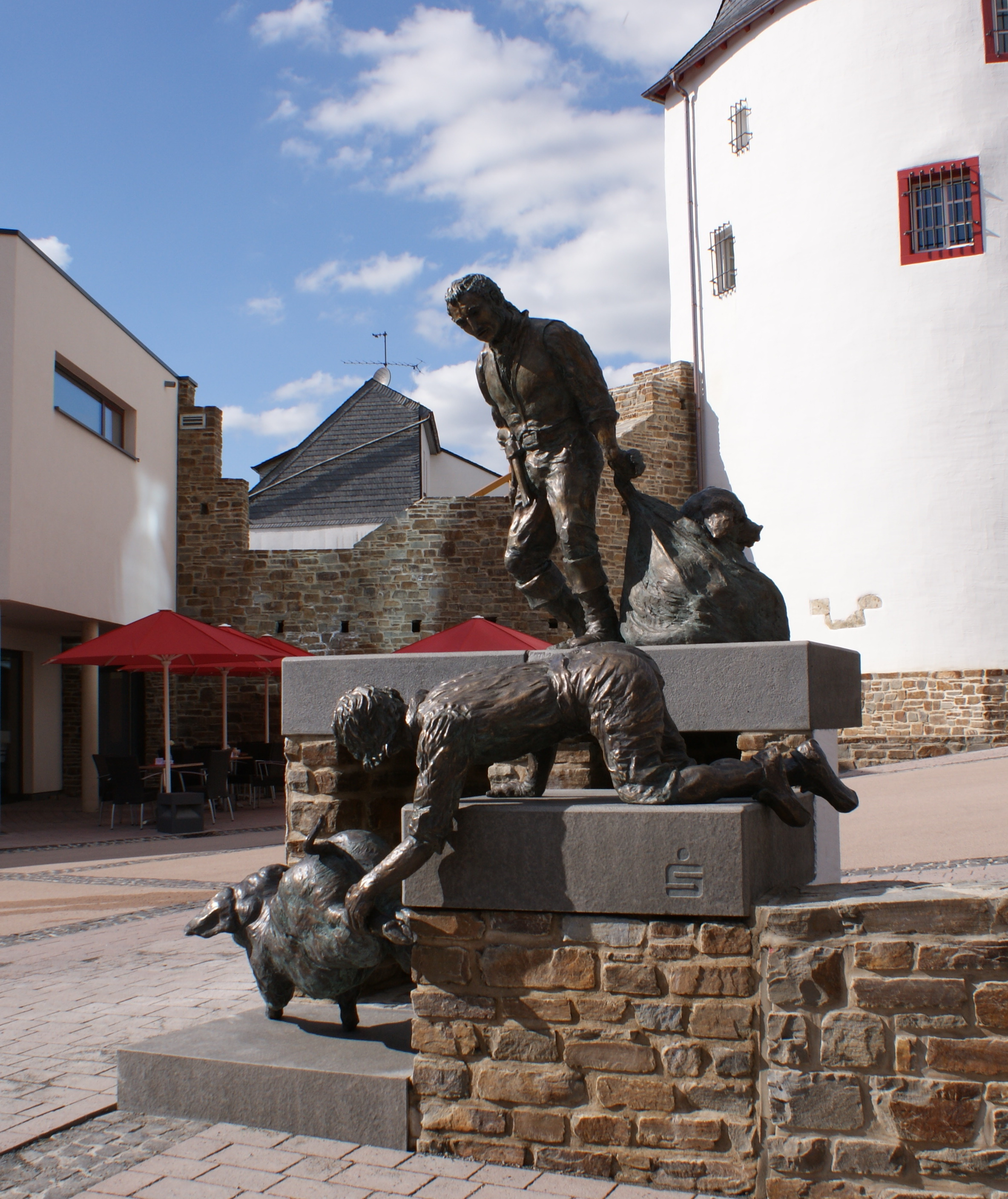
Schinderhannesplastik in Simmern

- Clara Viebig setzt 1922 mit ihrem Roman Unter dem Freiheitsbaum, der von den Ereignissen nach der Französischen Revolution im Eifel-Hunsrückgebiet und den dort agierenden Banden handelt, auch dem Schinderhannes und seiner Bande ein Denkmal.
- Carl Zuckmayer umschrieb den Hunsrückräuber in seinem Schinderhanneslied mit den Worten: „Das ist der Schinderhannes, der Lumpenhund, der Galgenstrick, der Schrecken jedes Mannes und auch der Weiber Stück …“
- Karl Anton Vogt beschreibt in seinem Roman (nach den Akten im Mainzer Kriminal-Archiv) den „rheinischen Räuberhauptmann“, wie er leibt und lebt.[16]
- Schinderhannes wurde in Frankreich durch ein Gedicht von Guillaume Apollinaire als einer der berühmtesten Räuber in Deutschland verewigt.[17]
- Nach Bückler wurde eine Tierart benannt, der ausgestorbene Anomalocarid Schinderhannes bartelsi, dessen Überreste im Hunsrückschiefer gefunden wurden.[18]
- Seit 2007 finden in Simmern/Hunsrück die Schinderhannesfestspiele statt (ab 2008 regelmäßig alle zwei Jahre), die Werke des Autorenduos Michel Becker und Carsten Braun aufführen, unter anderem eine Musicalfassung von Carl Zuckmayers Theaterklassiker Der Schinderhannes 2012.[19]
- 2009 erschien Stephan Riedels deduktives, historisches Brettspiel Schinderhannes mit Taten und Tatorten des Räubers im Eigenverlag Clicker-Spiele.[20]
- Vor dem Gefängnisturm in Simmern/Hunsrück erinnert seit 2011 ein von der Bildhauerin Jutta Reiss geschaffene Plastik an den Schinderhannes.
- Marius Müller-Westernhagen veröffentlichte auf seinem 2009 erschienenen Album Williamsburg ein Lied mit dem Titel Schinderhannes.
- Die Band dArtagnan veröffentlichte auf ihrem im Jahr 2017 erschienenen Album Verehrt & Verdammt ebenfalls ein Lied mit dem Titel Schinderhannes, welches inhaltlich auch auf die Legendenbildung und die Verklärung zu einer Art Held der Armen eingeht: "'Hannes der Schinder' nannte man mich. Doch ein Held, das war ich nicht. Ja, mancher fiel von meiner Hand. 'Schinderhannes' ward ich genannt. Oh, was wird meine Mutter nur sagen? Wenn sie wird hören von all den Klagen, Dass ich in meinen jungen Jahren soviel Böses hab getan?"[21]
- Das Jagdbomber-Geschwader 35 (JaboG 35), bis Anfang der 1990er Jahre in Bad Sobernheim auf dem Fliegerhorst Pferdsfeld stationiert, hatte seine zwei DO-28-Verbindungsflugzeuge mit dem Logo Schinderhannes Airline versehen.[22]
- Schinderhannes ist auch der Name einer 1992 von Hannes Ringlstetter gegründeten Band.